# Nextaly Rodríguez
Nextaly Rodríguez Medina (Upala, Costa Rica, 3 de marzo de 1998) es un futbolista costarricense-nicaragüense que juega como interior izquierdo en el Sporting F.C de la Primera División de Costa Rica.
Comenzó su carrera deportiva con la Asociación Deportiva Carmelita, equipo con el que debutó en un encuentro ante el Deportivo Saprissa. En el 2019 se confirma su fichaje con el Club Sport Herediano el cual fue una operación de un préstamo a largo plazo.

## Clubes
| Club            | País          | Año            |
| --------------- | ------------- | -------------- |
| A. D. Carmelita | Costa Rica    | 2017-2018      |
| C.S Herediano   | Costa Rica    | 2019;2021-2023 |
| AD Guanacasteca | Costa Rica    | 2021-2022      |
| Sporting F.C    | Costa Rica    | 2023-2024      |
| AD Guanacasteca | Costa Rica 🇨🇷 | 2024-Act       |

## Palmarés

### Títulos nacionales
| Título                         | Club          | País       | Año  |
| ------------------------------ | ------------- | ---------- | ---- |
| Primera División de Costa Rica | C.S Herediano | Costa Rica | 2019 |
| Supercopa de Costa Rica        | C.S Herediano | Costa Rica | 2020 |